# Gueutteville
Gueutteville – miejscowość i gmina we Francji, w regionie Normandia, w departamencie Sekwana Nadmorska.
Według danych na rok 1990 gminę zamieszkiwało 67 osób, a gęstość zaludnienia wynosiła 22 osoby/km² (wśród 1421 gmin Górnej Normandii Gueutteville plasuje się na 823. miejscu pod względem liczby ludności, natomiast pod względem powierzchni na miejscu 837.).